# Gandanameno
Gandanameno es un género de arañas araneomorfas de la familia Eresidae. Se encuentra en África austral y África Oriental.

## Lista de especies
Según The World Spider Catalog 12.0:
- Gandanameno echinata (Purcell, 1908)
- Gandanameno fumosa (C. L. Koch, 1837)
- Gandanameno inornata (Pocock, 1898)
- Gandanameno purcelli (Tucker, 1920)
- Gandanameno spenceri (Pocock, 1900)